# Dobitnici Porina 2019.
Porin 2019. je glazbena nagrada Porin za prethodnu 2018. godinu.
Dodjeljuje se za glazbeni rad, a održan je 29. ožujka 2019. godine u centru Zamet u Rijeci.
Nagrada je ove godine dodjeljivana u 36 kategorija, 10 u izravnom televizijskom prijenosu na HRT-u te 26 u predprijenosu. Voditelji programa bili su Iva Šulentić i Ivan Vukušić, redatelj TV prijenosa Tihomir Žarn, scenograf Tomislav Hrg, producenti Julijana Filakovity i Ivica Vlašić, a scenarist i redatelj dodjele Mario Kovač.

## Nominirani i dobitnici[3]
Kategorija br. 1 - Album godine
| Album          | Izvođač            | Glazbeni producent                                 | Nakladnik        |
| -------------- | ------------------ | -------------------------------------------------- | ---------------- |
| Kuća bez krova | Mile Kekin         | Denis Mujadžić Denyken                             | Menart           |
| Nuspojave      | Goran Bare & Majke | Mario Rašić                                        | Croatia Records  |
| Tourdetour     | Detour             | Nenad Borgudan                                     | Aquarius Records |
| Vojko          | Vojko V            | Andrija Vujević (Vojko V), Vedran Zenzerović (Vrh) | Croatia Records  |
| Vrijeme        | Parni valjak       | Marijan Brkić Brk, Husein Hasanefendić Hus         | Croatia Records  |

Kategorija br. 2 - Pjesma godine
| Skladba               | Autor                            | Album                 | Izvođač             | Nakladnik        |
| --------------------- | -------------------------------- | --------------------- | ------------------- | ---------------- |
| Ako te pitaju         | Tonči Huljić / Vjekoslava Huljić | singl                 | Petar Grašo         | Tonika           |
| Bez tebe              | Nenad Borgudan                   | TourDetour            | Detour              | Aquarius Records |
| Nama se nikud ne žuri | Ivan Dečak                       | Nama se nikud ne žuri | Vatra feat. Massimo | Dallas Records   |
| Ne može               | Vojko V                          | Vojko                 | Vojko V             | Croatia Records  |
| Rekao si              | Ante Pecotić                     | singl                 | Nina Badrić         | Aquarius Records |

Kategorija br. 3 - Novi izvođač godine
| Izvođač         | Nakladnik       |
| --------------- | --------------- |
| Kensington Lima | Josip Radić     |
| Lana Janjanin   | Croatia Records |
| Ogenj           | Dancing Bear    |

Kategorija br. 4 - Najbolji album zabavne glazbe
| Album                           | Izvođač      | Glazbeni producent                                                                   | Nakladnik |
| ------------------------------- | ------------ | ------------------------------------------------------------------------------------ | --------- |
| Glas juga                       | Goran Karan  | Nikša Bratoš, Nenad ŠIškov                                                           | Scardona  |
| Samo s tobom sam upoznao ljubav | Marko Škugor | Remi kazinoti, Tomislav Mrduljaš, Leo Škaro, Igor Ivanović, Eduard Botrić            | Scardona  |
| Valkira                         | Indira Forza | Branimir Mihaljević; Bojan Šalamon Shalla, Denis Mevlja, Toni Ćosić, Domagoj Perišić | RTL music |

Kategorija br. 5 - Najbolji album pop glazbe
| Album                                                     | Izvođač      | Glazbeni producent                             | Nakladnik        |
| --------------------------------------------------------- | ------------ | ---------------------------------------------- | ---------------- |
| from Croatia Records studio – tu u mojoj duši stanuješ... | Josipa Lisac | Goran Martinac                                 | Croatia Records  |
| sada                                                      | Massimo      | Nikša Bratoš, Predrag Martinjak, Ivan Popeskić | Aquarius Records |
| tourdetour                                                | Detour       | Nenad Borgudan                                 | Aquarius Records |

Kategorija br. 6 - Najbolji album rock glazbe
| Album          | Izvođač            | Glazbeni producent                         | Nakladnik       |
| -------------- | ------------------ | ------------------------------------------ | --------------- |
| Kuća bez krova | Mile Kekin         | Denis Mujadžić Denyken                     | Menart          |
| Nuspojave      | Goran Bare & Majke | Mario Rašić                                | Croatia Records |
| Vrijeme        | Parni valjak       | Marijan Brkić Brk, Husein Hasanefendić Hus | Croatia Records |

Kategorija br. 7 - Najbolji album alternativne glazbe
| Album                               | Izvođač              | Glazbeni producent         | Nakladnik        |
| ----------------------------------- | -------------------- | -------------------------- | ---------------- |
| Hereza                              | livio morosin & maer | livio morosin              | Croatia Records  |
| Ispod kože                          | boris štok           | boris štok, darko terlević | Aquarius Records |
| Things you can't put your finger on | mary may             | mark mrakovčić             | mary may         |

Kategorija br. 8 - Najbolji album klupske glazbe
| Album      | Izvođač    | Glazbeni producent                                                                           | Nakladnik        |
| ---------- | ---------- | -------------------------------------------------------------------------------------------- | ---------------- |
| put u plus | edo maajka | edin osmić                                                                                   | Dallas Records   |
| srce       | mangroove  | zvonimir dusper, toni starešinić, željka veverec, leo beslać, silvio bočić                   | Aquarius Records |
| vojko      | Vojko V    | colspan="1" style="background:#cce0ff;" \|andrija vujević (vojko v), vedran zenzerović (vrh) | Croatia Records  |

Kategorija br. 9 - Najbolja ženska vokalna izvedba
| Izvođač       | Skladba               | Album                                                     | Nakladnik        |
| ------------- | --------------------- | --------------------------------------------------------- | ---------------- |
| antonela doko | o čemu pričamo        | 65. zagrebački festival                                   | Croatia Records  |
| josipa lisac  | dok razmišljam o nama | from Croatia Records studio – tu u mojoj duši stanuješ... | Croatia Records  |
| nina badrić   | rekao si              | singl                                                     | Aquarius Records |

Kategorija br. 10 - Najbolja muška vokalna izvedba
| Izvođač     | Skladba       | Album                    | Nakladnik        |
| ----------- | ------------- | ------------------------ | ---------------- |
| marko tolja | tišina        | tišina (love collection) | Aquarius Records |
| petar grašo | ako te pitaju | singl                    | Tonika           |
| vojko v     | ne može       | vojko                    | Croatia Records  |

Kategorija br. 11 - Najbolja izvedba grupe s vokalom
| Izvođač            | Skladba        | Album      | Nakladnik        |
| ------------------ | -------------- | ---------- | ---------------- |
| detour             | bez tebe       | tourdetour | Aquarius Records |
| goran bare & majke | ljubav krvari  | nuspojave  | Croatia Records  |
| parni valjak       | otkud ti pravo | vrijeme    | Croatia Records  |

Kategorija br. 12 - Najbolja vokalna suradnja
| Izvođač                                                   | Skladba               | Album                                    | Nakladnik                    |
| --------------------------------------------------------- | --------------------- | ---------------------------------------- | ---------------------------- |
| antonela doko & neno belan (u suradnji s igorom geržinom) | ella ee               | dino dvornik - zimzeleno a novo specijal | Croatia Records              |
| daria hodnik i mario huljev                               | bitanga i princeza    | singl                                    | Croatia Records / sipa music |
| hladno pivo feat. josipa lisac                            | soundtrack za život   | 30 godina – greatest hits – live         | Croatia Records              |
| vatra feat. massimo                                       | nama se nikud ne žuri | nama se nikud ne žuri                    | Dallas Records               |

Kategorija br. 13 - Najbolji album jazz glazbe
| Album                             | Izvođač               | Glazbeni producent     | Nakladnik       |
| --------------------------------- | --------------------- | ---------------------- | --------------- |
| as time goes by (live at jazz.hr) | radojka šverko        | vladimir babin         | Croatia Records |
| link                              | branimir gazdik       | miroslav lesić lesique | Dallas Records  |
| pandaland                         | zvjezdan ružić sextet | miro vidović           | zvjezdan ružić  |

Kategorija br. 14 - Najbolja skladba jazz glazbe
| Skladba          | Autor           | Album      | Izvođač               | Nakladnik       |
| ---------------- | --------------- | ---------- | --------------------- | --------------- |
| butterfly lovers | zvjezdan ružić  | pandaland  | zvjezdan ružić sextet | zvjezdan ružić  |
| first waltz      | šimun matišić   | invocation | šimun matišić sextet  | croatia records |
| mara             | branimir gazdik | link       | branimir gazdik       | dallas records  |

Kategorija br. 15 - Najbolja izvedba jazz glazbe
| Izvođač               | Skladba         | Album                             | Nakladnik       |
| --------------------- | --------------- | --------------------------------- | --------------- |
| branimir gazdik       | link            | link                              | Dallas Records  |
| radojka šverko        | as time goes by | as time goes by (live at jazz.hr) | Croatia Records |
| zvjezdan ružić sextet | liuyang river   | pandaland                         | zvjezdan ružić  |

Kategorija br. 16 - Najbolji album folklorne glazbe
| Album                    | Izvođač                                              | Glazbeni producent           | Nakladnik                                                                    |
| ------------------------ | ---------------------------------------------------- | ---------------------------- | ---------------------------------------------------------------------------- |
| croatian folklore gold   | folklorni ansambl zagreb-markovac                    | siniša škokić, zoran jakunić | centar za akademski i kulturni aktivizam / folklorni ansambl zagreb-markovac |
| kuterevo selo ispod gore | kud "dangubice"                                      | margareta mihalić            | m.b.podmornica                                                               |
| rodija se bog i čovik    | ženska klapa luka                                    | ivan popeskić                | Dallas Records                                                               |
| tamburice od četiri žice | gajdarsko-samičarska skupina kud-a gorjanac, gorjani | tihomir ivanetić             | Croatia Records                                                              |

Kategorija br. 17 - Najbolji album etno glazbe
| Album            | Izvođač      | Glazbeni producent              | Nakladnik        |
| ---------------- | ------------ | ------------------------------- | ---------------- |
| 2.0 memorabilium | lado electro | boris harfman, hrvoje crnić     | Aquarius Records |
| domaj            | ogenj        | ante prgin - surka              | dancing bear     |
| huncut i grdobe  | singrlice    | bernard mihalić, tomislav jozić | Croatia Records  |

Kategorija br. 18 - Najbolji album klapske glazbe
| Album                                               | Izvođač        | Glazbeni producent / urednik | Nakladnik       |
| --------------------------------------------------- | -------------- | ---------------------------- | --------------- |
| 52. festival dalmatinskih klapa omiš - nove skladbe | razni izvođači | dušan šarac i mijo stanić    | Croatia Records |
| klape gospi sinjskoj 2017.                          | razni izvođači | mojmir čačija                | Croatia Records |
| naviru misli, vrtidu spomen                         | klapa vinčace  | robert grubišić              | adria records   |

Kategorija br. 19 - Najbolji album tamburaške glazbe
| Album                                               | Izvođač                             | Glazbeni producent / urednik | Nakladnik       |
| --------------------------------------------------- | ----------------------------------- | ---------------------------- | --------------- |
| 13. glazbeni festival "šokačke pisme" županja 2018. | razni izvođači                      | ilija nikolić                | Croatia Records |
| najbolji hrvatski tamburaši - 30 godina             | najbolji hrvatski tamburaši & gosti | stanko šarić                 | mirna aria      |
| prolaze godine                                      | tamburaši za dušu                   | stanko šarić                 | mirna aria      |

Kategorija br. 20 - Najbolji album pop-folklorne glazbe
| Album                                      | Izvođač                                                           | Glazbeni producent                                                                    | Nakladnik        |
| ------------------------------------------ | ----------------------------------------------------------------- | ------------------------------------------------------------------------------------- | ---------------- |
| festival kajkavskih popevki - krapina 2018 | razni izvođači                                                    | toni eterović, siniša leopold                                                         | arija            |
| oprosti dušo                               | klapa šufit                                                       | vinko didović, damir marušić, remi kazinoti, ivica murat, ante gašpardi, ivo popeskić | scardona         |
| uživo u kastvu                             | klapa kastav i tamburaški orkestar hrt-a, dirigent siniša leopold | saša matovina, ivan popeskić                                                          | Aquarius Records |

Kategorija br. 21 - Najbolji aranžman
| Aranžer                  | Skladba            | Album                    | Izvođač     | Nakladnik        |
| ------------------------ | ------------------ | ------------------------ | ----------- | ---------------- |
| ante gelo                | zaplesale su sjene | singl                    | marko tolja | aquarius records |
| ante gelo, goran kovačić | najbolji ljudi     | 65. zagrebački festival  | vanna       | croatia records  |
| ivan popeskić            | tišina             | tišina (love collection) | marko tolja | aquarius records |
| nikša bratoš             | moja košulja       | glas juga                | goran karan | scardona         |

Kategorija br. 22 - Najbolja produkcija
| Glazbeni producent | Snimka        | Album                                                     | Izvođač      | Nakladnik        |
| ------------------ | ------------- | --------------------------------------------------------- | ------------ | ---------------- |
| goran martinac     | -             | from Croatia Records studio – tu u mojoj duši stanuješ... | josipa lisac | croatia records  |
| ivan popeskić      | tišina        | tišina (love collection)                                  | marko tolja  | aquarius records |
| nikša bratoš       | lice varalice | sada                                                      | massimo      | aquarius records |

Kategorija br. 23 - Najbolja snimka
| Ton majstor                   | Snimka                   | Album                                                     | Izvođač      | Nakladnik                 |
| ----------------------------- | ------------------------ | --------------------------------------------------------- | ------------ | ------------------------- |
| filip vidović                 | pirates of the caribbean | let there be cello                                        | 2cellos      | Menart / sony masterworks |
| goran martinac                | -                        | from Croatia Records studio – tu u mojoj duši stanuješ... | josipa lisac | croatia records           |
| ivan popeskić                 | tišina                   | tišina (love collection)                                  | marko tolja  | aquarius records          |
| nikša bratoš, domagoj perišić | lice varalice            | sada                                                      | massimo      | aquarius records          |

Kategorija br. 24 - Najbolji album klasične glazbe
| Album                                  | Izvođač | Glazbeni producent                              | Nakladnik       |
| -------------------------------------- | --- | ----------------------------------------------- | --------------- |
| berislav šipuš: zajedno                | danijel thune, viola; bojan lhotka, violončelo; jasen chelfi, violončelo; srebrenka poljak, klavir; Petrit Çeku, gitara; tvrtko sarić, gitara; katarina kutnar, violina; katarina krpan, klavir; ana lucić, klavir; dani bošnjak, flauta; edin karamazov, gitara | vjekoslav nježić; dubravko detoni, dani bošnjak | cantus          |
| franjo dugan: sabrana djela za orgulje | pavao mašić | pavao mašić                                     | Croatia Records |
| ne le tue braze - u tvoje ruke         | antiphonus (solisti: margareta klobučar, monika cerovčec - soprani; dmitry sinkovsky, martina borse - alti; krešimir špicer - tenor; krešimir stražanac, matija meić - basi; pavao mašić - orgulje; edin karamazov - arhilutnja)                                 | tomislav fačini, marin fulgosi                  | lumaudis        |

Kategorija br. 25 - Najbolja skladba klasične glazbe
| Skladba                                                     | Autor           | Album                          | Izvođač                                       | Nakladnik       |
| ----------------------------------------------------------- | --------------- | ------------------------------ | --------------------------------------------- | --------------- |
| petar obradović: bird concerto - allegro con brio           | petar obradović | bird concerto                  | nikola fabijanić & simfonijski orkestar hrt-a | Croatia Records |
| sanda majurec: contrattempo, za komorni ansambl             | sanda majurec   | sanda majurec – autorski album | cantus ansambl; ivan josip skender, dirigent  | cantus          |
| tomislav fačini: oj, djetešce moje drago / o, my sweet baby | tomislav fačini | mir, zlato, tamjan             | zbor hrt-a; tomislav fačini, dirigent         | hrt             |

Kategorija br. 26 - Najbolja izvedba klasične glazbe
| Izvođač | Skladba                              | Album                                  | Nakladnik       |
| --- | ------------------------------------ | -------------------------------------- | --------------- |
| pavao mašić | franjo dugan: uvod i fuga u f-molu   | franjo dugan: sabrana djela za orgulje | Croatia Records |
| solisti (ljubomir puškarić, kristina kolar, valentina fijačko kobić, ivica čikeš, domagoj dorotić, stjepan franetović, leon košavić, ozren bilušić, davor radić); zbor i simfonijski orkestar hrt-a; ivo lipanović, dirigent | ivan pl. zajc: nikola šubić zrinjski | ivan pl. zajc: nikola šubić zrinjski   | hrt             |
| zagrebački kvartet | igor kuljerić: song                  | klasični vrt                           | spona           |

Kategorija br. 27 - Najbolja snimka albuma klasične glazbe
| Tonski snimatelj               | Album                                  | Izvođač | Nakladnik       |
| ------------------------------ | -------------------------------------- | --- | --------------- |
| alan šnajder, božidar pandurić | franjo dugan: sabrana djela za orgulje | pavao mašić | Croatia Records |
| božidar pandurić               | ivan pl. zajc: nikola šubić zrinjski   | solisti, zbor i simfonijski orkestar hrt-a; ivo lipanović, dirigent | hrt             |
| božidar pandurić, alan šnajder | berislav šipuš: zajedno                | danijel thune, viola; bojan lhotka, violončelo; jasen chelfi, violončelo; srebrenka poljak, klavir; petrit çeku, gitara; tvrtko sarić, gitara; katarina kutnar, violina; katarina krpan, klavir; ana lucić, klavir; dani bošnjak, flauta; edin karamazov, gitara | cantus          |

Kategorija br. 28 - Najbolja produkcija albuma klasične glazbe
| Glazbeni producent  | Album                                  | Izvođač | Nakladnik       |
| ------------------- | -------------------------------------- | --- | --------------- |
| krešimir seletković | ivan pl. zajc: nikola šubić zrinjski   | solisti, zbor i simfonijski orkestar hrt-a; ivo lipanović, dirigent | hrt             |
| pavao mašić         | franjo dugan: sabrana djela za orgulje | pavao mašić | Croatia Records |
| vjekoslav nježić    | berislav šipuš: zajedno                | danijel thune, viola; bojan lhotka, violončelo; jasen chelfi, violončelo; srebrenka poljak, klavir; petrit çeku, gitara; tvrtko sarić, gitara; katarina kutnar, violina; katarina krpan, klavir; ana lucić, klavir; dani bošnjak, flauta; edin karamazov, gitara | cantus          |

Kategorija br. 29 - Najbolji tematsko-povijesni album
| Album                                    | Izvođač                                  | Glazbeni producent / urednik | Nakladnik        |
| ---------------------------------------- | ---------------------------------------- | ---------------------------- | ---------------- |
| 25                                       | Nola                                     | Nola                         | Aquarius Records |
| Dino Dvornik - Zimzeleno a novo specijal | Zlatko Turkalj Turki, Želimir Babogredac | Razni izvođači               | Croatia Records  |
| Do kraja vrimena                         | Anđelko Preradović, Boris Horvat         | Oliver Dragojević            | Aquarius Records |

Kategorija br. 30 - Najbolji album popularne duhovne glazbe
| Album              | Izvođač                                           | Glazbeni producent / urednik | Nakladnik                   |
| ------------------ | ------------------------------------------------- | ---------------------------- | --------------------------- |
| adoramus te        | božja pobjeda                                     | ivan škunca                  | sound station records       |
| six string worship | andrej grozdanov & international praise community | zoran majstorović            | bono records                |
| sve činim novo     | emanuel                                           | domagoj pavin i zoran švigir | Croatia Records             |
| uskrs fest 2018    | razni izvođači                                    | slavko nedić                 | Croatia Records / cro sacro |

Kategorija br. 31 - Najbolji album s raznim izvođačima
| Album                           | Autor, urednik, programski urednik ili umjetnički direktor festivala | Nakladnik       |
| ------------------------------- | -------------------------------------------------------------------- | --------------- |
| 21. dalmatinska šansona šibenik | dušan šarac, branko viljac                                           | Croatia Records |
| 65. zagrebački festival 2018    | neno belan                                                           | Croatia Records |
| velika rock eksplozija #11      | siniša bizović                                                       | spona           |

Kategorija br. 32 - Najbolji koncertni album
| Album                            | Izvođač                                | Glazbeni producent              | Nakladnik       |
| -------------------------------- | -------------------------------------- | ------------------------------- | --------------- |
| 30 godina – greatest hits – live | hladno pivo                            | goran martinac                  | Croatia Records |
| meritas20 live                   | meritas                                | ivan božanić                    | Menart          |
| transhistria ensemble live @ zkm | tamara obrovac & transhistria ensemble | tamara obrovac, bernard mihalić | cantus          |

Kategorija br. 33 - Najbolji instrumentalni album (izvan klasične i jazz glazbe)
| Album             | Izvođač                                | Glazbeni producent                | Nakladnik         |
| ----------------- | -------------------------------------- | --------------------------------- | ----------------- |
| aftershock        | mario rašić i nebojša buhin            | dragutin smokrović smokva         | Croatia Records   |
| svim na zemlji    | igor geržina                           | igor geržina                      | status produkcija |
| velvet space love | tomislav goluban feat. toni starešinić | tomislav goluban, toni starešinić | spona             |

Kategorija br. 34 - Najbolja instrumentalna izvedba (izvan klasične i jazz glazbe)
| Izvođač                                   | Skladba                  | Album              | Nakladnik                 |
| ----------------------------------------- | ------------------------ | ------------------ | ------------------------- |
| 2cellos                                   | pirates of the caribbean | let there be cello | Menart / sony masterworks |
| hojsak & novosel feat. vlatko stefanovski | divji cvit               | perle              | Croatia Records           |
| igor geržina                              | tebi pripadam            | singl              | status produkcija         |

Kategorija br. 35 - Najbolji video broj
| Video broj                        | Redatelj                | Izvođač       | Nakladnik       |
| --------------------------------- | ----------------------- | ------------- | --------------- |
| ako želiš biti moja               | mare milin              | psihomodo pop | Dallas Records  |
| ne može                           | rino barbir             | vojko v       | Croatia Records |
| snježna ulica (winter wonderland) | marko zeljković - zelja | mia dimšić    | Croatia Records |

Kategorija br. 36 - Najbolje likovno oblikovanje
| Autor likovnog oblikovanja                 | Album     | Izvođač            | Nakladnik        |
| ------------------------------------------ | --------- | ------------------ | ---------------- |
| daniel ille                                | nuspojave | goran bare & majke | Croatia Records  |
| mate žaja                                  | vojko     | vojko v            | Croatia Records  |
| walter sirotić, dinko tolić, massimo savić | sada      | massimo            | Aquarius Records |

## Vanjske poveznice
- Službena stranica
- HDS